# Phaeocalicium tremulicola
Phaeocalicium tremulicola är en lavart som först beskrevs av Norrl. ex Nyl., och fick sitt nu gällande namn av Tibell. Phaeocalicium tremulicola ingår i släktet Phaeocalicium och familjen Mycocaliciaceae.  Arten är reproducerande i Sverige. Inga underarter finns listade i Catalogue of Life.